# Sarychagan
Sarychaghan (en russe : Сарышаган, en kazakh : Сарышаған) est une ville de la province de Karaganda au Kazakhstan située sur la côte du lac Balkhach. Sa population était de 4 472 habitants en 2009.
Sary Chagan est un site appartenant au programme de défense anti-missiles balistiques de l'Union soviétique. La première interception d'un missile balistique (dépourvu d'ogive nucléaire) par un autre missile y est réalisé le 4 mars 1961.